# Achiropsetta tricholepis
Achiropsetta tricholepis is een  straalvinnige vissensoort uit de familie van zuidelijke botten (Achiropsettidae). De wetenschappelijke naam van de soort is voor het eerst geldig gepubliceerd in 1930 door Norman.